# Laziska
Laziska (ლაზური ნენა, lazuri nena, georgiska: ლაზური ენა, lazuri ena, turkiska: lazca) är ett sydkaukasiskt språk (även känt som kartveliskt språk) talat av det laziska folket vid den sydöstra kanten av Svarta havet. Det är beräknat att det finns omkring 30 000 personer i Turkiet som talar laziska som modersmål, i en linje från Melyat till den georgiska gränsen. (officiellt kallat Lazistan fram till år 1925), och omkring 2000 talare av språket i Georgien. Språket är nära besläktat med georgiskan, och använder sig i huvudsak av det georgiska alfabetet.

## Dialekter
Laziskan har fem huvudsakliga dialekter:
- Xopuri, talas i Hopa och Adzjarien;
- Vitzur-Ark'abuli, talas i Arhavi och Fındıklı;
- Çxala, talas i Düzköy (Çxala) by i Borçka;
- Atinuri, talas i Pazar (tidigare Atina);
- Art'aşenuri, talas i Ardeşen.

### Laziska dialekter
| Svenska            | Atina      | Art'aşeni  | Arkabi  | Xopa - Batumi |
| ------------------ | ---------- | ---------- | ------- | ------------- |
| Jag älskar         | malimben   | maoropen   | p’orom  | p’qorop       |
| Du älskar          | galimben   | gaoropen   | orom    | qorop         |
| Han/hon/det älskar | alimben    | aropen     | oroms   | qorops        |
| Vi älskar          | malimberan | maoropenan | p’oromt | p’qorot       |
| Ni älskar          | galimberan | gaoropenan | oromt   | qoropt        |
| De älskar          | alimberan  | aoropenan  | oroman  | qoropan       |